# Chaetodon quadrimaculatus
Chaetodon quadrimaculatus là một loài cá biển thuộc chi Cá bướm (phân chi Exornator) trong họ Cá bướm. Loài này được mô tả lần đầu tiên vào năm 1831.

## Từ nguyên
Tính từ định danh quadrimaculatus được ghép bởi hai âm tiết trong tiếng Latinh: tiền tố quadri ("bốn") và maculatus ("có đốm"), hàm ý đề cập đến các đốm trắng ở giữa lưng và gần đuôi của loài cá này (hai ở mỗi bên thân, tổng cộng là bốn).

## Phạm vi phân bố và môi trường sống
Từ bờ biển phía nam Nhật Bản (gồm cả quần đảo Ryukyu, quần đảo Izu và quần đảo Ogasawara) và đảo Đài Loan, C. quadrimaculatus được phân bố trải dài về phía đông đến các đảo quốc thuộc châu Đại Dương (đến tận quần đảo Hawaii, Polynésie thuộc Pháp và quần đảo Pitcairn), xa nhất ở phía đông nam là đến đảo Rapa Iti (Polynésie thuộc Pháp); những cá thể lang thang cũng đã được bắt gặp ở phía đông Philippines và quần đảo Solomon.
C. quadrimaculatus sống tập trung trên các rạn san hô viền bờ ở độ sâu khoảng 2–43 m.

## Mô tả
C. quadrimaculatus có chiều dài cơ thể lớn nhất được ghi nhận là 16 cm. Loài này phần lớn là màu vàng với một vùng nâu đen bao phủ gần nửa thân trên. Ở vùng thân này có hai đốm trắng nổi bật (đốm gần đuôi thường có vệt đuôi loang màu vàng xuống thân dưới). Cuống đuôi có màu nâu đen. Đầu có một dải màu vàng nâu viền xanh lam nhạt băng dọc qua mắt, ngay sau đó là một dải màu vàng rất nhạt (có thể nhìn thấy là màu trắng trong một vài ảnh chụp) băng dọc từ lưng trước xuống nắp mang. Vây lưng và vây hậu môn có đường sọc màu xanh óng dọc theo chiều dài vây. Vây đuôi có rìa sau trong suốt. Vây ngực trong suốt.
Số gai ở vây lưng: 13–14; Số tia vây ở vây lưng: 20–23; Số gai ở vây hậu môn: 3; Số tia vây ở vây hậu môn: 16–18; Số gai ở vây bụng: 1; Số tia vây ở vây bụng: 5.

## Sinh thái học
C. quadrimaculatus là loài ăn san hô chuyên biệt, đặc biệt ưa thích san hô của chi Pocillopora (ít hơn đối với Montipora) và cũng có thể ăn cả san hô mềm.
C. quadrimaculatus thường kết đôi với nhau, cũng có khi hợp thành những nhóm nhỏ hoặc sống đơn độc.

## Lai tạp
Những cá thể tạp giao mang kiểu hình trung gian giữa C. quadrimaculatus với Chaetodon tinkeri đã được ghi nhận trong tự nhiên; bên cạnh đó, C. quadrimaculatus còn có thể kết đôi khác loài với Chaetodon multicinctus tại Hawaii.

## Thương mại
C. quadrimaculatus là một loài thường được xuất khẩu trong ngành kinh doanh cá cảnh. Theo thống kê trong giai đoạn 1988–2002, có khoảng 7.000 cá thể C. quadrimaculatus được giao dịch thương mại.